# سالتبرن بای د سی
سالتبرن بای د سی (به انگلیسی: Saltburn-by-the-Sea) یک شهرک در بریتانیا است که در Redcar and Cleveland واقع شده‌است. سالتبرن بای د سی ۵٬۹۵۸ نفر جمعیت دارد.